# Henri Queuille
Henri Queuille (ur. 31 marca 1884 w Neuvic, zm. 15 czerwca 1970 w Paryżu) – francuski polityk.
Był politykiem Partii Radykalnej. Od września 1948 do października 1949, w lipcu 1950 i od marca 1951 do sierpnia 1951 był premierem IV republiki Francuskiej.